# Paul Klopfer
Paul Hugo Klopfer (* 19. März 1876 in Zwickau; † 20. Februar 1967 in Lauchheim) war ein deutscher Architekt, Baubeamter, Fachautor und Fachschullehrer.

## Leben
Klopfer besuchte das städtische Realgymnasium in Zwickau und studierte nach seinem Abitur von 1896 bis 1901 an der Technischen Hochschule Dresden Architektur. Er begann eine Baubeamten-Laufbahn im sächsischen Staatsdienst und arbeitete zunächst als Referendar beim Landbauamt Zwickau. 1902 war er für einige Monate im Architekturbüro von William Lossow und Hermann Viehweger in Dresden tätig, danach wohl wieder bei einer nicht genannten staatlichen Baubehörde. 1904 oder 1905 bestand er das Staatsexamen und wurde zum Regierungsbaumeister (Assessor in der öffentlichen Bauverwaltung) ernannt. 1905 promovierte er außerdem an der Dresdner Hochschule zum Dr.-Ing., bis 1906 blieb er noch „im sächsischen Schuldienst“ in Dresden. 1906 erhielt er eine Stelle als Oberlehrer an der Baugewerkschule Holzminden. Von dort aus folgte er 1908 der Berufung zum Vorstand / Direktor der Gewerbeschulen in Stuttgart, wo er weitere zwei Jahre blieb.
Danach war er von 1910 bis 1922 der erste hauptamtliche Direktor der Baugewerkschule Weimar und arbeitete gleichzeitig als Referent im Departement des Innern beim Staatsministerium des Großherzogtums Sachsen-Weimar-Eisenach. Unter ihm erfolgte in Weimar der weitere innere Ausbau der Schule, verbunden mit dem Übergang zum Ganzjahresunterricht und der Gleichstellung mit den preußischen Baugewerkschulen im Jahr 1912. Im gleichen Jahr wurde er vom Großherzog zum Professor ernannt, außerdem war Klopfer seit spätestens diesem Jahr Mitglied im Deutschen Werkbund (DWB). Zu seinen Weimarer Schülern zählen Ernst Neufert und Thilo Schoder. Nach der Novemberrevolution war er offenbar weiter als Referent tätig und erhielt 1919 den „Auftrag zur Neuordnung der thüringischen Fach- und Gewerbeschulen“.
1922 kehrte Paul Klopfer nach Holzminden zurück, wo er Direktor der aus der Baugewerkschule Holzminden hervorgegangenen Braunschweigischen Landesbaugewerkschule Holzminden war und den Schulleiter-Titel Oberstudiendirektor führte. Im April 1933 wurde er von den Nationalsozialisten zunächst für rund sechs Wochen inhaftiert und zum 1. Juni fristlos entlassen. Er zog zunächst nach Ludwigsburg, 1937 nach Lorch. Dort scheint sich Klopfer mit dem Nazi-Regime arrangiert zu haben. Im Oktober 1938 veröffentlichte er beispielsweise im Verkündigungsorgan der NSDAP einen ganzseitigen Namensartikel zum Kloster Lorch, in dem er unter anderem schrieb, „[d]aß das fremde Element, die südliche Atmosphäre Italiens, den Hohenstaufen nicht wohl, sondern weh getan hat […] [und daß] das Eigene sich […] durchsetzt, wenn das Deutsche nur sich und seiner Heimat treu bleibt.“ 1954 zog er schließlich nach Lauchheim.
Auch im Ruhestand nahm er an den fachlichen Entwicklungen im Bauwesen Anteil, so wird er z. B. im Zusammenhang mit der Bauhaus-Debatte 1953 erwähnt. Sein Nachlass wird seit 1978 im Universitätsarchiv Stuttgart aufbewahrt.

## Schriften (Auswahl)

### Buchpublikationen
- Die deutsche Bürgerwohnung. P. Waetzel, Freiburg im Breisgau 1905. (Digitalisat auf archive.org)
- Leitfaden zur Einführung in die Geschichte der Baukunst. Textbuch zum Bilderatlas der Geschichte der Baukunst. (ursprünglich von Georg Krahl, Neubearbeitung durch Paul Klopfer) Alfred Kröner Verlag, Leipzig 1908.
- Die Baustile. Ein Leitfaden für Schüler gewerblicher Lehranstalten. Alfred Kröner Verlag, Leipzig 1912.
- Das deutsche Bauern- und Bürgerhaus. Seine Entwicklung und Geschichte mit Berucksichtigung des Dorf- und Stadtbaues. Alfred Kröner Verlag, Leipzig 1915.
- Das Wesen der Baukunst. Einführung in das Verstehen der Baukunst. Grundsätze und Anwendungen. Oskar Leiner, Leipzig 1919. (Digitalisat in der Niederschlesischen Digitalen Bibliothek)
- Architektur. (= Dünnhaupts Studien- und Berufsführer, Band 8.) C. Dünnhaupt, Dessau 1924.
- Von der Baukunst und ihren Temperamenten. (= Flugschrift zur Ausdruckskultur, Heft 193.) Georg D. W. Callwey, München 1924.
- Von der Seele der Baukunst. (= Wege zur Bildung, Band 4.) C. Dünnhaupt, Dessau 1926.
- Braunschweigische Höhere Landesbauschule Holzminden. Festschrift zur Jahrhundertfeier am 14.-17. August. Hüpke, Holzminden 1931. (als Herausgeber)
- Mit dem Buntstift in die Landschaft! 10 Briefe an Freunde der Zeichenkunst. Ulrich, Nürnberg / Berlin 1934.
- Lorch und sein Kloster. (= Bücherei des Welzheimer Wald-Vereins, Band 4.) Klaiber, Welzheim 1950.

### Zeitschriftenartikel
- Bruno Paul. In: Moderne Bauformen, 8. Jahrgang 1909, Heft 1, S. 1. (Digitalisat bei der Universitätsbibliothek Heidelberg)
- Rudolf Bitzan. In: Moderne Bauformen, 8. Jahrgang 1909, Heft 5, S. 210. (Digitalisat bei der Universitätsbibliothek Heidelberg)
- Die Ortsgruppe Kiel des B.D.A. In: Moderne Bauformen, 8. Jahrgang 1909, Heft 12, S. 553. (Digitalisat bei der Universitätsbibliothek Heidelberg)
- Zur Kritik des Kunstgewerbes. In: Moderne Bauformen, 9. Jahrgang 1910, Heft 1, S. 1 f. (mit Ortsangabe Stuttgart) (Digitalisat bei der Universitätsbibliothek Heidelberg)
- Voyseys Architektur-Idyllen. In: Moderne Bauformen, 9. Jahrgang 1910, Heft 3, S. 141. (Digitalisat bei der Universitätsbibliothek Heidelberg)
- Architekt Albert Eitel in Stuttgart. In: Moderne Bauformen, 9. Jahrgang 1910, Heft 4, S. 149 f. (Digitalisat bei der Universitätsbibliothek Heidelberg)
- Architekt Regierungsbaumeister Alfred Fischer, Düsseldorf. In: Moderne Bauformen, 9. Jahrgang 1910, Heft 4, S. 184. (Digitalisat bei der Universitätsbibliothek Heidelberg)
- Baugewerkschule und Heimatschutz. In: Kunstgewerbeblatt, Neue Folge, 23. Jahrgang 1911/1912, Heft 9 (Juni 1912), S. 176–179. (Digitalisat bei der Universitätsbibliothek Heidelberg)